# Johan Giertta
Johan Giertta, friherre och militär, född 24 juni 1666 i Narva, död 12 maj 1740 i Stockholm. Han skrev sig intill 1719, då han blev friherre, Hiertta. Johan Giertta var bror till Christian Giertta.

## Biografi
Som son till sedermera majoren och kommendanten Johan Eriksson Hierta blev Giertta redan som tonåring menig musketerare vid ett regemente i hemstaden Narva, därefter 1687 drabant, 1700 drabantkorpral och 1708 drabantlöjtnant. Då Karl XII:s häst blev skjuten under slutskedet av slaget vid Poltava, lämnade den svårt sårade Giertta sin häst till kungen. Till synes räddningslöst förlorad, blev han senare undsatt av sina båda bröder som även de tjänstgjorde vid drabantkåren. Hans uppoffrande handling belönades 1710 med adelsbrev för honom och hans bröder.
Giertta följde med Karl XII till Bender och tillfångatogs vid kalabaliken 1713. Kort därefter utlöst blev han samma år utnämnd till generalmajor och chef för Skånska ståndsdragonregementet. Efter återkomsten från Turkiet utmärkte han sig under Stralsunds belägring och hölls efter stadens kapitulation någon tid i preussisk fångenskap, från vilken han kom hem till Sverige 1717. Samma år förde han överbefälet i det befästa lägret vid Strömstad, vilket han lyckligt försvarade mot den danska flottan under Peder Tordenskjold. Giertta blev i december 1717 sekundchef och kaptenlöjtnant vid Kunglig Majestäts Drabanter och Livskvadron och följde med vid Karl XII:s infall i Norge 1718. 

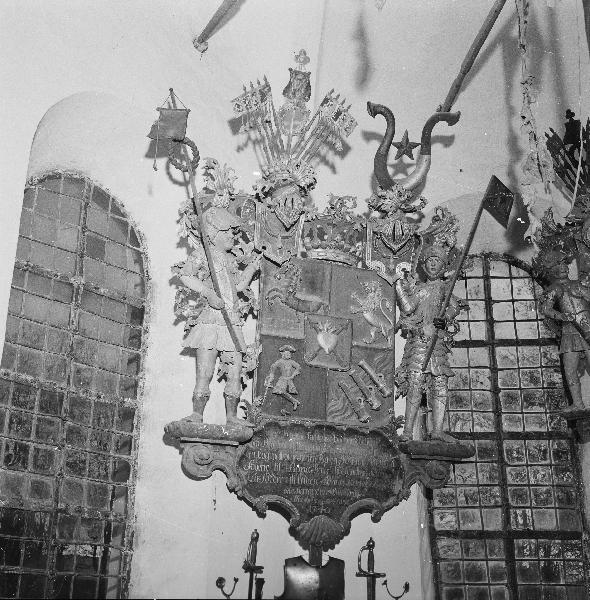
Giertas begravningsvapen i Munsö kyrka.

Giertta upphöjdes 1719 i friherrligt stånd samt utnämndes samma år till generallöjtnant och 1732 till president i Krigskollegium. Genom giftermål med Elisabet Adlersköld 1719 innehade Giertta godset Bona på Munsö i Mälaren. Han är begravd i familjens gravkor i Munsö kyrka.